# Bruno Beccerus
Bruno Beccerus (auch: Becker; * 1582 in Oschersleben; † 8. Dezember 1609 in Leipzig) war ein deutscher Pädagoge und Logiker.

## Leben
Der Sohn des Bürgermeisters von Oschersleben Johann Becker und dessen Frau Margaretha (geb. Gesen), hatte die Schule seiner Heimatstadt besucht. Nach dem Besuch hatte er 1595 die Ägidienschule in Braunschweig, 1599 die Klosterschule in Marienthal und dann das Gymnasium in Eisleben frequentiert. 1601 begann er ein Studium an der Universität Leipzig um Philosophie und Theologie zu studieren. Hier wurde er 1607 Baccalaurus und 1608 Magister der Philosophie.
Seit 1605 war er Lehrer, später dann Konrektor an der Nikolaischule, 1606 Kollegiat am großen Fürstenkollegium und Assessor an der philosophischen Fakultät, deren Dekan er 1606 wurde. 1609 wurde er zum Professor der Logik an der Leipziger Hochschule berufen, welches Amt er bis zu seinem Lebensende innehatte. Sein Leichnam wurde am 12. Dezember in Leipzig begraben.

## Werke (Auswahl)
- Disputationes Logicae M. Brunonis Becceri, Oscherslebiensis Saxonis: Ex Aristotele, & M. Johannis Neldelii Professoris quondam in Lipsiensi Academia … commentariis, per totum Organum Aristotelis fideliter collectae, & nunc post mortem eius in usum Candidatorum Philosophiae publici iuris factae; Quibus accesserunt etiam eiusdem Autoris Theses de Philosophia & ratione Definiendi. Leipzig 1619
- Themata Orika. Leipzig, 1609

## Weblink
- Druckschriften von und über Bruno Beccerus im VD 17.

| Personendaten    | Personendaten                  |
| ---------------- | ------------------------------ |
| NAME             | Beccerus, Bruno                |
| ALTERNATIVNAMEN  | Becker, Bruno                  |
| KURZBESCHREIBUNG | deutscher Pädagoge und Logiker |
| GEBURTSDATUM     | 1582                           |
| GEBURTSORT       | Oschersleben                   |
| STERBEDATUM      | 8. Dezember 1609               |
| STERBEORT        | Leipzig                        |